# Noe (film)
Noe (titlu original: Noah) este un film american fantastic din 2014 regizat de Darren Aronofsky. În rolurile principale joacă actorii Russell Crowe, Jennifer Connelly, Ray Winstone, Emma Watson, Logan Lerman și Anthony Hopkins.  Noe nu este un film religios, existând numeroase voci (în rândul creștinilor și musulmanilor) care critică dur scenariul.

## Prezentare
„Acesta nu este sfârșitul lumii... este doar începutul.”—Textul de pe afișul filmului
Într-o lume lipsită de speranță, unde ploaia nu mai udă pământul cotropit de numeroase hoarde barbare, trăiește Noe, un om care primește de la Dumnezeu misiunea de a construi o arcă pentru ca familia sa să scape de un viitor potop alături de cupluri din toate viețuitoarele de pe planetă. Noe începe lucrul la corabie, fiind ironizat de oameni. În același timp are numeroase viziuni de la Dumnezeu. El își dă seama că potopul este pedeapsa lui Dumnezeu asupra omenirii dar și o nouă șansă de prosperitate.

## Rezumat
Ca tânăr băiat, Noe a fost pe cale sa primească pielea șarpelui, cea originală, din Eden, din partea tatălui său, piele  care era transmisă din generație în generație. Dintr-o dată, o mare mulțime de oameni se apropie condusă de un tânăr rege, Tubal-Cain, care vrea sa transforme acel deal într-o mină. Văzându-l pe Lameh, Tubal-Cain îl ucide și-i ia pielea șarpelui în timp ce Noe fuge.
După mulți ani, Noe locuiește împreună cu soția sa și cei trei fii (Sem, Ham și Iafet) și a avut parte de un mic miracol: o picătură de apă a căzut pe pământ și instantaneu a răsărit o floare. După ce Noe are un vis tulburător, pleacă  împreună cu familia sa să-l vadă pe bunicul său, Matusalem. Pe drum descoperă un grup de oameni, uciși de puțin timp;   printre aceștia se află și o fată,  rănită grav dar în viață dar stearpă, pe nume Ila, pe care o înfiază. Oamenii lui Tubal-Cain îi fugăreau, dar aceștia s-au temut să intre în zona întunecată unde locuiau observatori, îngeri căzuți ce arătau ca niște golemi din piatră cu șase brațe.
Este relevat faptul ca acești observatori sunt prietenii lui Matusalem care îi salvase odată. Aceștia au ajuns pe Pământ pentru a ajuta oamenii după ce Creatorul i-a alungat din Eden. Ei au fost aspru pedepsiți de către Creator pentru nesupunere, fiind legați de pământ sub forma unor creaturi din piatră. Oamenii au încercat să-i înrobească sau să-i omoare. Dar Matusalem i-a ajutat să scape, luptându-se cu sabia de foc împotriva legiunilor de soldați umani.
Noe discută cu Matusalem și acesta îi dă o sămânță culeasa din Grădina Edenului. El o plantează pe o câmpie și din ea răsare o întreagă pădure în doar câteva secunde. Miracolul îi convinge pe Observatori că Noe este cel ales de către Creator. Noe hotărăște ca tot lemnul va fi folosit pentru construirea unei corăbii și astfel începe construirea ei.
După încă opt ani, Arca lui Noe este aproape gata.  Animalele încep să părăsească pădurile și se îndreaptă spre Arcă pentru a fi  adormite cu tămâia pregătită de Noe. Între timp, recoltele de pe terenurile alăturate s-au consumat, iar oamenii conduși de Tubal-Cain încep sa se mănânce intre ei. O hoardă de cca. 200 de oameni, condusă de Tubal-Cain, se apropie de Arcă amenințând ca o va ataca, dar observatorii îi obligă să plece.
Noe își dă seama că este nevoie de trei soții pentru cei trei fii ai săi și că Ila nu este fertilă. Se deghizează și merge în tabăra oamenilor pentru a găsi trei femei pe care să le ia cu el în Arcă. În tabăra oamenilor vede persoane sacrificate pentru mâncare, comportament imoral și scârbit abandonează planul său, fiind convins că Creatorul vrea sa pună capăt rasei umane. Ajuns înapoi în tabără, Matusalem o binecuvintează pe Ila care se vindecă.
Peste puțin timp, încep șuvoaie de ploi, iar Ham  decide sa plece în tabăra oamenilor pentru a-și găsi o femeie. El dă peste o groapă plină cu cadavre umane unde găsește  o fată speriată, numită Na'el, care vrea să meargă cu el pe Arcă, dar pe drum își prinde piciorul  într-o capcană de animale. Ham se întoarce la arcă unde Noe vrea să-l ajute dar vede hoarda de oameni apropiindu-se și-l obligă pe Ham să abandoneze fata pe care voia s-o salveze. Curând, hoarda de oameni o ucide pe fată, călcând-o în picioare. Toată familia lui Noe urcă în Arcă, numai Matusalem alege să moară în potop. Arca începe să plutească și toți observatorii se sacrifică luptându-se cu hoarda de oameni, fiind astfel iertați de Creatorul lor pentru acest sacrificiu. Potop de apă cade peste Arcă, iar soldații din afara ei se îneacă. Rănit fiind, Tubal-Cain înoată spre punctul cel mai înalt al Arcei târându-se în interiorul acesteia unde, în cele din urmă, este găsit de Ham. Tubal-Cai manipulează  furia lui Ham față de Noe care a lăsat-o pe Na’el să moară. Familia lui Noe ascultă țipetele de moarte ale celor de afară și îl imploră pe Noe să-i lase să intre, dar acesta le răspunde că nu este suficient loc pe Arcă.
Ilei îi vine rău, iar Naameh își dă seama că este gravidă. Exact în acest moment ploaia se oprește. Ila spune că în acest fel Creatorul zâmbește copilului nenăscut. Naameh, Sem și Ila îi spun lui Noe despre acest lucru, dar patriarhul crede că dorința Creatorului de a distruge omenirea se extinde și asupra lor, inițial el credea că va muri de bătrânețe odată cu retragerea apelor potopului. Noe spune familiei, spre groaza  Ilei, ca dacă va naște o fată o va ucide. Iar  dacă copilul va fi un băiat, atunci îl va înlocui pe cel mai tânăr ca fiind ultimul om. Însă nu este dispus în realitate să facă așa ceva și cu lacrimi în ochi urcă pe cea mai înaltă parte a Arcei ca să ceară sfat Creatorului. Neprimind niciun răspuns hotărăște să facă așa cum a spus. Între timp, Tubal-Cain își face un aliat din naivul Ham (eventual pentru a-i obține ajutorul într-un complot pentru uciderea lui Noe), iar Naameh are  o ultimă încercare de a-și convinge soțul să renunțe la ideea sa.
Multe luni au trecut fără să apară vreo urmă de pământ. Ila este gata să nască iar Sem construiește o plută mică pentru a scăpa de planul lui Noe de a-i omorî copilul. Dar Noe găsește  pluta și îi dă foc. Ila intră în șoc și cu ajutorul lui Naameh naște două fete gemene. Auzind scâncetele fetițelor, Noe o găsește  pe Ila în partea de sus a arcei. Ila, plângând, îl roagă să o lase sa linișteasca fetele înainte de a fi ucise. Noe, privind fetițele adormite de cântecul Ilei, renunța la planul său, neputănd să le omoare.
Tubal-Cain îl manipulează pe Ham să creadă că va ajunge rege dacă-l omoară pe Noe de dragul lui Ila, a urmașelor lui Sem precum și pentru a o răzbuna pe Na’el. Ham îl atrage pe Noe în pupa arcei sub pretextul ca animalele s-au trezit și au început să se mănânce între ele. Noe și Tubal-Cain încep să se lupte cu violență în timp ce Arca se lovește de un munte. Tubal-Cain este aruncat printr-un perete crăpat al Arcei și este rănit. Regele se ridică și încearcă să-l omoare pe Noe, care era și el rănit, dar Ham abandonează planul nebunesc și-l ucide pe Tubal-Cain.
În timp ce restul familiei începe o viață nouă, Ham decide că este timpul să plece singur fiind încă supărat din cauza morții tragice a lui N’el. Ila îl înfruntă pe Noe cu privire la supraviețuirea nepoatelor sale spunându-i că Creatorul i-a dat alegerea dacă omenirea merită sa fie salvată sau nu. Când îl întreabă de ce nu le-a omorât, Noe îi răspunde că n-avea nimic cu ele; l-a oprit dragostea sa pentru copii atunci când le-a văzut prima oară și astfel a observat și partea bună a omenirii. Mai târziu, familia sa se află pe vârful unei stânci, iar Noe îi binecuvântează pe toți ca reprezentând un început al unei noi rase umane. În final, privesc cum Creatorul le-a trimis un curcubeu care acoperă întreg Pământul, semn că nu va mai distruge omenirea cu un alt potop.

## Distribuție
- Russell Crowe ca Noe[11]
- Jennifer Connelly ca Naameh, soția lui Noe.[12]
- Anthony Hopkins ca Matusalem, bunicul lui Noe.[13]
- Logan Lerman ca Ham, fiul lui Noe.[14]
- Douglas Booth ca Sem, fiul lui Noe.[14]
- Leo McHugh Carroll ca Iafet, fiul lui Noe.
- Emma Watson ca Ila, soția lui Sem.[15]
- Kevin Durand ca Og, un observator care-l ajută pe Noe.[16]
- Dakota Goyo ca Noe tânăr[16]
- Ray Winstone ca Tubal-Cain, dușmanul lui Noe.[17][18]
- Marton Csokas ca Lameh, tatăl lui Noe.[19][20]
- Madison Davenport ca Na'el, soția lui Ham.[21]
- Nick Nolte ca Samyaza, conducător al observatorilor.[22]
- Mark Margolis ca Magog, un observator.[22]
- Frank Langella ca Azazel, un observator[22]
- Nolan Gross ca  Ham tânăr
- Adam Griffith ca Adam
- Ariane Rinehart ca Eva
- Gavin Casalegno ca  Sem tânăr
- Skylar Burke ca  Ila tânără

## Primire
Qatar, Bahrein și Emiratele Arabe Unite au confirmat că filmul va fi cenzurat pe marile ecrane din aceste trei țări musulmane, acestora alăturându-se încă alte trei țări: Egipt, Iordania și Kuweit, motivația fiind că pelicula contravine islamului deoarece este o reprezentare a unui profet, lucru interzis de această religie.